# عزيز بنحدوش
عزيز بنحدوش (1967 - توفي 22 أكتوبر 2016)، هو كاتب وروائي وباحث وأستاذ فلسفة ومستشار في علم الإجتماع وعلوم التربية مغربي.

## حياته
وُلد في مدينة مراكش، وقضى طفولته في قصر السوق؛ مدينة الراشدية حاليا ثم مدينة ميدلت حيث عرف كيف ينحث حروفه الأولى في مدرسة البنين.
حاصل على شهادة الإجازة في علم الاجتماع سنة 1993، جامعة محمد الخامس بالرباط. خريج المدرسة العليا للأساتذة بمكناس سنة 1998، أستاذ مادة الفلسفة ومنشط الجامعات الشعبية في مدينة تازناخت. باحث في علم الإجتماع، خاصة الظواهر التربوية والتعليمية ومهتم بالطفولة والمراهقة والشباب وله في هذا الصدد دراسات وبحوث ميدانية. عمل أستاذا لمادة الفسلفة بالثانوية التأهيلية “سيدي الحاج الحبيب” إقليم اشتوكة أيت باها.

## الإعتداء عليه والحُكم
وكان الروائي عزيز بنحدوش تعرض لاعتداء جسدي بسبب روايته «جزيرة الذكور»، حيث ضُرب بالهراوات والحجارة في قرية تازناخت التي يعمل فيها مدرّساً لمادة الفلسفة. رواية «جزيرة الذكور»، التي صدرت في 2014، تتعرّض إلى ظاهرة «الأطفال الأشباح» التي تتمثّل في تدليس بعض المواطنين، وهم يسجلون أبناء وهميين ضمن وثائق إدارية، كي يتلقّوا تعويضاتهم العائلية من فرنسا، بصفتهم أبناء عمّال هاجروا إلى هناك. ويبدو أن البعض اعتبر أن النص الروائي يُشير إليهم على الخصوص، كما اعتُبرت الرواية «تشهيراً بهم»، رغم أن النص التخييلي صاغ عوالمه بعيداً عن أي تحديد زماني ومكاني، وبأسماء متخيلة.
انضاف إلى الاعتداء حكم قضائي صدر عن المحكمة الابتدائية في مدينة ورزازات (جنوب البلاد)، يقضي بسجن الروائي مدة شهرين موقوفة التنفيذ مع غرامة مالية قدره 20 ألف درهم.

## وفاته
تُوفي مساء السبت 22 أكتوبر 2016 غرقًا في شاطئ أكلو - إقليم تيزنيت جنوب المغرب، عندما كان في رحلة صيد سمك.
أعلنت حنان بنحدوش شقيقة الروائي المغربي عزيز بنحدوش وفاة أخيها صاحب رواية “جزيرة الكنز”، يوم السبت 22 أكتوبر 2016، غرقا بشاطئ أكلو ضواحي تزنيت رفقة زميل له. وكشفت مصادر محلية أن مياه شاطئ “المصيدة” بنفوذ تراب جماعة أكلو، لفضت مساء يوم السبت، جثة، عزيز بنحدوش، أستاذ لمادة الفسلفة بالثانويةالتأهيلية “سيدي الحاج الحبيب” باشتوكة آيت باها، بعدما غرق رفقة حارس عام كان يعمل قيد حياته بالمؤسسة ذاتها. وأكدت المصادر ذاتها أن عزيز بنحدوش والحارس العام الذي كان رفقته لقي مصرعهما بعد أن جرفتهما مياه البحر حينما كانا بصدد الصيد في شاطئ إصوح الواقع بجماعة إثنين أكلو فيما نجا أستاذ ثالث كان برفقتهما. وتمكنت مصالح الإنقاذ التابعة للوقاية المدنية بشاطئ “إصوح”، بـنواحي تزنيت، من انتشال جثتي الضحيتين، فيما أنقذت الشخص الثالث الذي كان رفقتهما.

## من مؤلفاته
- رواية: «أسنان شيطان» (2015).
- رواية: «جزيرة الذكور» (2014).
- رواية: «الحاجة تبوهاست».
- «الهدر المدرسي» (2014).
- «الطفولة والمراهقة في الوسط القروي» (2012).

## وصلات خارجية
- الموقع الرسمي على الشبكة
- حوار مع الروائي عزيز بنحدوش حول روايته جزيرة الذكور
- حوار صوتي مع الأستاذ والروائي "عزيز بنحدوش" المحكوم بالسجن بسبب روايته "جزيرة الذكور